# Kellanova

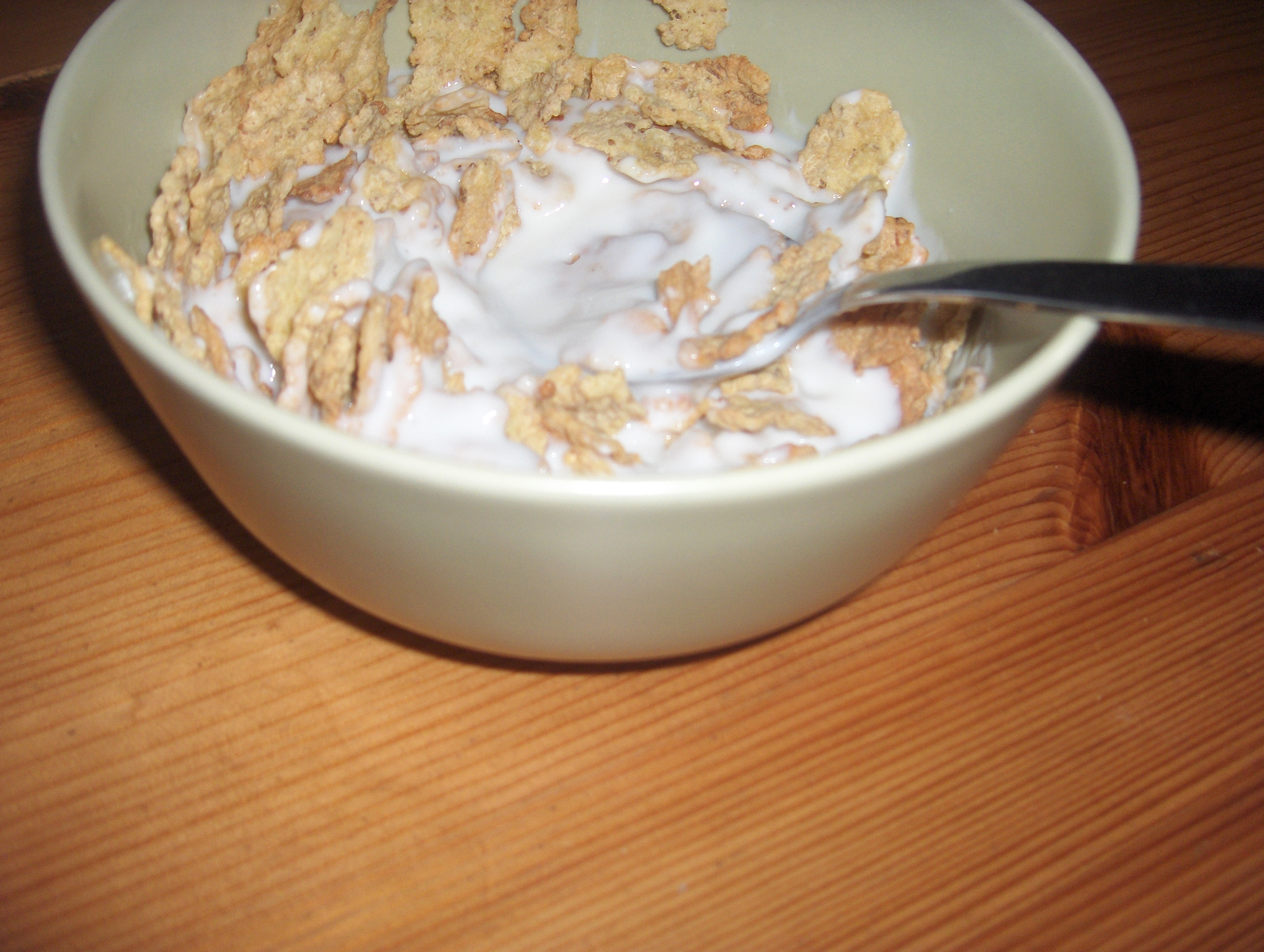
Special K, ontbijtgranen geproduceerd door Kellogg

Kellanova, voorheen gekend als Kellogg's, is een Amerikaanse producent van voedingsmiddelen. Het bedrijf, vooral bekend van de Kellogg's-cornflakes, is een grote producent van ontbijtgranen. Kellanova is genoteerd op de New York Stock Exchange en maakt deel uit de S&P 500-beursindex.

## Activiteiten
Het bedrijf beheert meer dan 100 Amerikaanse A-merken. Kellanova verkoopt voornamelijk ontbijtgranen; naast Kellogg's-cornflakes zijn dat bekende merken als Rice Krispies, Special K, Frosted Flakes en Raisin Bran. Daarnaast produceert Kellanova onder meer koekjes, crackers en snacks, waaronder Pringles.

### Resultaten
in de onderstaande tabel staan enkele financiële gegevens sinds 2021. In deze cijfers zijn de resultaten van WK Kellogg Co niet meegenomen.
| Jaar | Omzet           | Bedrijfs- resultaat | Netto- resultaat |
| Jaar | (× US$ miljoen) | (× US$ miljoen)     | (× US$ miljoen)  |
| ---- | --------------- | ------------------- | ---------------- |
| 2021 | 11.747          | 1383                | 1097             |
| 2022 | 12.653          | 1211                | 729              |
| 2023 | 13.122          | 1505                | 775              |
| 2024 | 12.749          | 1873                | 1343             |

In 2023 was Walmart veruit de grootste klant met een omzetaandeel van 15%. In Noord-Amerika wordt de helft van de omzet gerealiseerd.

## Geschiedenis
De geschiedenis van het bedrijf gaat terug naar 1897, toen John Harvey Kellogg (uitvinder van de cornflakes) en zijn broer Will Keith Kellogg de Sanitas Food Company begonnen om cornflakes te verkopen. De broers kregen ruzie over het toevoegen van suiker aan de ontbijtgranen en in 1906 begon Will zijn eigen bedrijf, de Battle Creek Toasted Corn Flake Company. De naam van dit bedrijf werd veranderd in Kellogg Company in 1922. Het hoofdkwartier staat al sinds de vestiging van het bedrijf in 1906 in Battle Creek (Michigan).
In 1930 stichtte Will Keith Kellogg de W. K. Kellogg Foundation met een donatie van 66 miljoen Amerikaanse dollar aan Kellogg-aandelen. De stichting is nu de op zes na grootste filantropische organisatie in de VS. Het belangrijkste bezit van de stichting is nog altijd de Kellogg-aandelen.
In 2012 kocht Kellogg Company het chipsmerk Pringles van Procter & Gamble voor US$ 2,7 miljard. Hierdoor groeide het bedrijf uit tot de op een na grootste producent van snacks ter wereld (na PepsiCo).
In 2019 gingen de koek- en snoepactiviteiten over naar Italiaanse Ferrero. Het Italiaanse bedrijf betaalde US$ 1,3 miljard voor de activiteiten met een jaaromzet van zo'n 1 miljard dollar. Merknamen als Mother's, Famous Amos en Keeblers gingen in juni 2019 over naar het Italiaanse bedrijf.

### Opsplitsing
Op 2 oktober 2023 werd Kellogg's opgedeeld in twee bedrijven:
- WK Kellogg Co voor de Noord-Amerikaanse afdeling van ontbijtgranen. Op 10 juli 2025 maakte Ferrero een bod bekend op WK Kellogg Co.[4] Ferrero is bereid US$ 23 per aandeel te betalen. Inclusief de overname van de schulden, komt de totale overnamesom uit op US$ 3,1 miljard. Met deze overname versterkt Ferrero zijn positie in Noord-Amerika. WK Kellogg staat bekend om zijn merken als Corn Flakes, Rice Krispies en Special K.
- Kellanova met de andere afdelingen, inclusief merken zoals Pop-Tart en Pringles. Mars, de eigenaar van onder andere M&M's en Snickers, heeft in augustus 2024 een bod gedaan van US$ 36 miljard op het bedrijf.[5]